# Savusavu
Savusavu è la quarta città delle Figi dopo Suva, Lautoka e Labasa. Conta 5 000 abitanti al censimento del 2017. La città si trova nella parte meridionale dell'isola di Vanua Levu.